# Гордон, Уинтер
Диа́на Ив Пэ́рис Го́рдон (англ. Diana Eve Paris Gordon), известная как Уи́нтер Го́рдон (англ. Wynter Gordon; род. 25 августа 1985, Нью-Йорк) — американская поп-певица и автор песен. Она начинала как автор песен для других исполнителей, позже подписала контракт с Atlantic Records, где начала работать над своим альбомом, продолжая писать песни и петь на бэк-вокале. Её дебютный альбом With the Music I Die был выпущен в 2011 году.

## Ранние годы
Гордон родилась в Куинсе (Нью-Йорк) и была воспитана в бедном и опасном районе в Южной Ямайке. Она является средним ребёнком из шести, они жили в доме с двумя спальнями. В интервью Гордон сказала, что многие люди, которых она знала, умерли в юном возрасте, потому что «сели в неправильные вещи». Однако, она не называет своё детство трудным, но говорит, что «если что-то было тяжело, я не чувствовала», пояснив, что атмосфера, в которой она выросла не помешала ей объективно описать эту среду. Она благодарна строгости матери, которая не позволяла ей покинуть двор и велела ей идти в библиотеку после школы. Её мать вышла замуж во второй раз, когда Гордон было пять лет, но она не имела близкие отношения со своим отчимом. Его строгое воспитание сильно напрягло отношения с родителями.
Гордон начала петь в раннем возрасте, на похоронах с 6 лет. Она и её братья и сестры выступали вместе в церкви и на улицах втайне от своих родителей. Они были настолько строгие, что Гордон и её братья и сестры пели, только чтобы слушать и петь Евангелие. Тем не менее, Гордон слушала радио, когда её родителей не было дома и записывала песни с радио. Именно в средней школе Гордон решила, что будет всерьез заниматься музыкой. Впоследствии она была принята в Высшую школу музыки, искусства и исполнительских искусств. Гордон написала свою первую песню «Daddy’s Song» в возрасте 15 лет.

## Карьера

### 2005—08: Начало карьеры
После окончания средней школы, Уинтер направила все силы на реализацию своей музыкальной мечты. Она работала в нескольких местах и в студии по ночам столько, сколько могла. За это время Гордон встретил её менеджер, Кит Уайт, который привел её к Дону Пуху на Atlantic Records. Гордон стала тесно сотрудничать с продюсером D’Mile с 2004 года, где они оба пришли по своему первому пути к славе. «Gonna Breakthrough», написанная Гордон, была использована в качестве заглавной песни к альбому Мэри Джей Блайдж The Breakthrough. Вскоре после этого, Уинтер была дана возможность подписать контракт с Atlantic Records, через Don Pooh Music Group, где она работала над своим дебютным альбомом в 2004 году. Кроме того, в 2008 году Гордон написала два трека для второго альбома группы Danity Kane Welcome to the Dollhouse: «2 of You» и «Do Me Good».

### 2009—11: Второй студийный альбом
Гордон написала в соавторстве сингл «Sugar». Трек стал международным хитом и достиг максимального пятого уровня на американском чарте Billboard Hot 100. В 2009 году песня «Toyfriend», записанная совместно с французским диджеем Давидом Геттой, вошла в его четвёртый студийный альбом One Love. Гордон тесно сотрудничала с Дженнифер Лопес, написав для неё четыре песни, включая «(What Is) Love?», «What Is Love? (Part II)», «Starting Over» и «Everybody’s Girl» для её седьмого студийного альбома Love?. Также она писала песни для таких артистов, как Эдриенн Бэйлон, Estelle & Gossip Girl и Лейтон Мистер.
Гордон выпустила свой дебютный альбом With the Music I Die 17 июня 2011 года в Австралии. Первый сингл с альбома, «Dirty Talk» взорвал Hot Dance Club Songs в США и австралийский ARIA Charts, в Великобритании и Ирландии песня была выпущена 18 февраля 2011 года, где она достигла 8-го места в Ирландии и 25-го в Великобритании. Песня провела в общей сложности одиннадцать недель в Top 40. Второй сингл, «Til Death» дебютировал в австралийском чарте на 16-м месте и 3-м в US Dance Chart. Гордон отправилась в своё первое турне в августе 2011 года. «Buy My Love» был выпущен как третий сингл с альбома.

### 2012—13:Human Condition
20 июня 2012 года Гордон представила новый сингл, «Stimela». Песня стала первым синглом с нового сборника четырёх мини-альбомов Human Condition. Первый мини-альбом под названием Human Condition: Doleo был выпущен 9 июля 2012 года, а второй, Human Condition: Sanguine — 15 января 2013 года. Гордон также представила песни из «Swimming» и «We Can’t Be Friends» из третьего и червёртого альбомов.

## Дискография

### Студийные альбомы
- With the Music I Die (2011)

### Мини-альбомы
- The First Dance (2010)
- With the Music I Die (2011)
- Human Condition: Doleo (2012)
- Human Condition: Sanguine (2013)
- Five Needle (2015)
- Pure (2018)

### Синглы
| Сингл                                   | Год  | Позиция в чартах | Позиция в чартах | Позиция в чартах | Позиция в чартах | Позиция в чартах | Позиция в чартах | Позиция в чартах | Позиция в чартах | Позиция в чартах | Позиция в чартах | Сертификаты                      | Альбом               |
| Сингл                                   | Год  | US Dance         | AUS              | NZ               | BEL (FL)         | BEL (WA)         | SCO              | DEN              | FRA              | IRE              | UK               | Сертификаты                      | Альбом               |
| --------------------------------------- | ---- | ---------------- | ---------------- | ---------------- | ---------------- | ---------------- | ---------------- | ---------------- | ---------------- | ---------------- | ---------------- | -------------------------------- | -------------------- |
| «Dirty Talk»                            | 2010 | 1                | 1                | 2                | 3                | 13               | 18               | 33               | 50               | 8                | 25               | - AUS: 3× Platinum - BPI: Silver | With the Music I Die |
| «Til Death»                             | 2011 | 3                | 16               | —                | —                | —                | —                | —                | —                | —                | —                | - AUS: Gold                      | With the Music I Die |
| «Buy My Love»                           | 2011 | 2                | 77               | —                | —                | —                | —                | —                | —                | —                | —                |                                  | With the Music I Die |
| «Still Getting Younger»                 | 2012 | 24               | —                | —                | —                | —                | —                | —                | —                | —                | —                |                                  | With the Music I Die |
| «Everything Burns»                      | 2014 | —                | —                | —                | —                | —                | —                | —                | —                | —                | —                |                                  | н/д                  |
| «Bleeding Out»                          | 2015 | —                | —                | —                | —                | —                | —                | —                | —                | —                | —                |                                  | Five Needle          |
| «The Legend Of» (как Diana Gordon)      | 2016 | —                | —                | —                | —                | —                | —                | —                | —                | —                | —                |                                  | н/д                  |
| «Woman» (как Diana Gordon)              | 2016 | —                | —                | —                | —                | —                | —                | —                | —                | —                | —                |                                  | н/д                  |
| «Kool Aid» (как Diana Gordon)           | 2018 | —                | —                | —                | —                | —                | —                | —                | —                | —                | —                |                                  | Pure                 |
| «Moment to Myself» (как Diana Gordon)   | 2018 | —                | —                | —                | —                | —                | —                | —                | —                | —                | —                |                                  | Pure                 |
| «—» означает, что сингл не попал в чарт |      |                  |                  |                  |                  |                  |                  |                  |                  |                  |                  |                                  |                      |

### Рекламные синглы
| Сингл                           | Год  | Альбом                    |
| ------------------------------- | ---- | ------------------------- |
| «Putting It Out There (Pride)»  | 2011 | —                         |
| «Stimela»                       | 2012 | Human Condition: Doleo    |
| «TKO» (feat. The Oxymorrons)    | 2012 | Human Condition: Sanguine |
| «Tomorrow» (feat. Salomon Faye) | 2012 | Human Condition: Sanguine |
| «Lucky Ones»                    | 2012 | Human Condition: Sanguine |